# بوزنان
بُزنان أو (نقحرة: بوزنان) (بالبولندية Poznań، بالألمانية Posen) هي مدينة في غرب ووسط بولندا، التي تقع على نهر فارتا وعاصمة منطقة بولندا الكبرى الإدارية. يبلغ عدد سكان المدينة حوالي 550,000 نسمة. وتعتبر رابع أكبر منطقة حضرية في بولندا. وهي من بين أقدم المدن في بولندا وكان واحدا من أهم المراكز في الدولة البولندية في وقت مبكر في القرنين العاشر والحادي عشر.
بُزنان هي واحدة من أكبر المدن في بولندا. بُزنان هي اليوم واحدة من أكبر مراكز البولندية في التجارة والصناعة والرياضة والتعليم والتكنولوجيا والسياحة والثقافة. والمركز الأكاديمي أهمية خاصة، مع حوالي 130,000 طالب وثالث أكبر الجامعات البولندية - جامعة آدم ميكيفيتش. وأيضا يوجد الجامعات العريقة والشهيرة. وعلاوة على ذلك، بُزنان هي نقطة عبور هامة على الطريق بين برلين ووارسو.

## التاريخ
في عام 1249 بدأ دوق برزيميسل بناء القلعة الملكية على تلة على الضفة اليسرى من نهر فارتا. ثم في عام 1253 أصدر برزيميسل على ميثاق لتوماس من غوين لتأسيس مدينة ماغدبورغ بموجب القانون، بين القلعة والنهر. جلبت توماس عدد كبير من المستوطنين الألمان للمساعدة في بناء والاستيطان في المدينة.
بدأت أهمية المدينة في النمو في الفترة جاجيلونيان، نظرا لموقعها على الطرق التجارية من ليتوانيا وروتينيا إلى أوروبا الغربية. سوف تصبح مركزا رئيسيا لتجارة الفراء من أواخر القرن 16. المستوطنات في الضواحي وضعت حول أسوار المدينة، على الجزر النهرية وعلى الضفة اليمنى. ومع ذلك تنمية في المدينة كان يعوقها الحرائق الكبرى والفيضانات العادية. وفي 2 مايو 1536 دمر حريق 175 المباني، بما في ذلك القلعة وقاعة المدينة. وفي 1519 أنشئت أكاديمية Lubrański في بُزنان كمؤسسة للتعليم العالي (ولكن دون الحق في درجة الجائزة التي كانت محفوظة في جامعة كراكوف في جاجيلونيان). لكن الكلية اليسوعيين، التي تأسست في عام 1571 في المدينة خلال مكافحة الإصلاح، لها الحق في منح درجة من 1611 حتى 1773، عندما تم دمجها مع الأكاديمية.
في النصف الثاني من القرن 17 وأكثر من 18، وبُزنان تضرت بشدة من سلسلة من الحروب (والمهن العسكرية المصاحبة والنهب والتدمير) - الثانية والثالثة الحروب الشمالية، وحرب الخلافة البولندية، وتلحرب سبعة سنوات وتمرد اتحاد المحامين . أصيبت أيضا من تفشي متكررة من الطاعون، والفيضانات، وتحديدا 1736، الذي دمر معظم المباني في الضواحي. انخفض عدد سكان المجتمعات الحضرية، وأحضرت المستوطنين الهولنديين وبامبرجين( هم البولنديين الذين ينحدرون جزئيا من الألمان) في إعادة بناء الضاحية المدمرة. وفي عام 1778 تم إنشاء «لجنة للأمر جيد» في المدينة، التي أشرفت جهود إعادة بناء وتنظيم إدارة المدينة. ولكن في عام 1793، في القسم الثاني من بولندا، بُزنان، جاء تحت سيطرة مملكة بروسيا، وأصبحت جزءا من (البداية ومقر) محافظة جنوب بروسيا. ووسعت السلطات البروسية حدود المدينة
في ثورة بولندا الكبرى في عام 1806، جنود بولنديين والمتطوعين المدنيين ساعدت جهود نابليون من خلال طرد القوات البروسية من المنطقة. أصبحت المدينة جزءا من دوقية وارسو في عام 1807، وكانت مقر وزارة بُزنان - وحدة التقسيم الإداري والحكومة المحلية. ولكن في عام 1815، في أعقاب مؤتمر فيينا، وعادت المنطقة إلى بروسيا، وأصبح بُزنان عاصمة تتمتع بحكم شبه ذاتي دوقية لبوسن.
واستمرت المدينة في التوسع، ومولت مشاريع مختلفة من المحسنين البولندية، مثل مكتبة Raczyński والفندق بازار.
وأثناء انتفاضة بولندا الكبرى خلال عام 1848 كانت الثورات فاشلة في نهاية المطاف، وخسر دوقية استقلاليته المتبقية، وأصبحت بُزنان مجرد عاصمة مقاطعة بوسن البروسية. سوف تصبح جزءا من الإمبراطورية الألمانية مع توحيد الولايات الألمانية في 1871. وخلال لجنة تسوية البروسية (تأسست 1886). شكلت الألمان 38٪ من سكان المدينة في عام 1867، على الرغم من هذه النسبة ستنخفض إلى حد ما في وقت لاحق، خاصة بعد عودة المنطقة إلى بولندا.
بعد الحرب العالمية الأولى وثورة بولندا الكبرى (1918-1919) جلبت بُزنان ومعظم المنطقة تحت السيطرة البولندية، أكد بموجب معاهدة فرساي. وكان السكان المحليين للحصول على الجنسية البولندية أو مغادرة البلاد. وأدى ذلك إلى انخفاض كبير من الألمان العرقيين، الذين انخفض من 65321 في عام 1910 إلى 5,980 في عام 1926 ثم إلى 4,387 في عام 1934.
تأسست الجامعة في بُزنان (تسمى اليوم جامعة آدم ميكيفيتش) في عام 1919، وفي عام 1925 بدأ بُزنان الأسواق الدولية. وفي عام 1929 كان الموقع المعارض مكان لمعرض وطنية كبرى بمناسبة الذكرى العاشرة للاستقلال.
خلال الاحتلال الألماني 1939-1945، تأسست بُزنان في الرايخ الثالث كعاصمة للReichsgau Wartheland. وأعدم العديد من سكان البولندي، وفي نفس الوقت تمت تسوية العديد من الألمان في المدينة. ازداد عدد السكان من حوالي 5,000 الألماني في عام 1939 (نحو 2٪ من السكان) إلى حوالي 95,000 في 1944. عدد السكان اليهود قبل الحرب من حوالي 2,000 قتل معظمهم في المحرقة. وسعت السلطات النازية بكثير حدود بُزنان لتشمل معظم المنطقة الوقت الحاضر من المدينة؛ تم الإبقاء على هذه الحدود بعد الحرب. سقط بُزنان إلى الجيش الأحمر، بمساعدة من المتطوعين البولنديين، وفي يوم 23 فبراير عام 1945، عقب معركة بُزنان، الذي أجرى الجيش الألماني دفاع أخيرة في خط مع تعيين هتلر في المدينة باعتبارها قلعة هوهن.
بسبب طرد وهروب السكان الألمان كان عدد سكان بُزنان بعد الحرب تقريبا البولندين. أصبحت المدينة عاصمة فويفود مرة أخرى. في عام 1950 تم تخفيض حجم بُزنان فويفود، وأعطيت المدينة نفسها مكانة فويفود منفصل.
وتعتبر الاحتجاجات بُزنان 1956 كتعبير المبكر لمقاومة الحكم الشيوعي. في حزيران عام 1956، احتجاج عمالي في مصنع Cegielski قاطرة المدينة تطورت إلى سلسلة من الإضرابات والاحتجاجات الشعبية ضد سياسات الحكومة. بعد أن أطلقت مسيرة احتجاجية يوم 28 يونيو على هاجمت حشود الحزب الشيوعي ومقر الشرطة السرية، حيث تم صدهم من قبل اطلاق النار. واستمرت أعمال الشغب لمدة يومين حتى قمعت من قبل الجيش. وقد قتل 67 شخصا وفقا للارقام الرسمية.
جرت أول انتخابات محلية حرة بعد سقوط الشيوعية في مكان 1990. مع الإصلاحات الحكومية المحلية البولندية عام 1999، أصبحت مرة أخرى بُزنان عاصمة فويفود الكبرى .
تواصل بُزنان إلى استضافة المعارض التجارية العادية والأحداث الدولية، بما في ذلك مؤتمر الأمم المتحدة المعني بتغير المناخ. وكانت واحدة من المدن المضيفة لكأس الأمم الأوروبية 2012.

## مناخ
مناخ بُزنان هو داخل منطقة انتقالية بين المناخ القاري والمحيطي ورطب مع شتاء بارد نسبيا والصيف الدافئة. الثلوج شائع في فصل الشتاء، عندما تكون درجات الحرارة ليلا وعادة ما تكون تحت الصفر. في كثير من الأحيان درجات الحرارة في الصيف قد تصل إلى 30 درجة مئوية (86 درجة فهرنهايت). هطول الأمطار السنوي أقل من 500 ملم (20 بوصة)، بين أدنى المعدلات في بولندا. حيث غزارة الأمطار هو شهر تموز، ويرجع ذلك أساسا إلى الأمطار الغزيرة المفاجئة القصيرة ولكن المكثفة والعواصف الرعدية. عدد ساعات من ضوء الشمس هو من بين أعلى المعدلات في البلاد. المناخ في هذه المنطقة لديها اختلافات طفيفة بين الارتفاع والانخفاض، وهناك كافية هطول الأمطار على مدار السنة.
| البيانات المناخية لـبوزنان        | البيانات المناخية لـبوزنان | البيانات المناخية لـبوزنان | البيانات المناخية لـبوزنان | البيانات المناخية لـبوزنان | البيانات المناخية لـبوزنان | البيانات المناخية لـبوزنان | البيانات المناخية لـبوزنان | البيانات المناخية لـبوزنان | البيانات المناخية لـبوزنان | البيانات المناخية لـبوزنان | البيانات المناخية لـبوزنان | البيانات المناخية لـبوزنان | البيانات المناخية لـبوزنان |
| الشهر                             | يناير                      | فبراير                     | مارس                       | أبريل                      | مايو                       | يونيو                      | يوليو                      | أغسطس                      | سبتمبر                     | أكتوبر                     | نوفمبر                     | ديسمبر                     | المعدل السنوي              |
| --------------------------------- | -------------------------- | -------------------------- | -------------------------- | -------------------------- | -------------------------- | -------------------------- | -------------------------- | -------------------------- | -------------------------- | -------------------------- | -------------------------- | -------------------------- | -------------------------- |
| الدرجة القصوى °م (°ف)             | 15.0 (59.0)                | 16.6 (61.9)                | 24.1 (75.4)                | 30.0 (86.0)                | 34.0 (93.2)                | 36.2 (97.2)                | 38.2 (100.8)               | 37.7 (99.9)                | 34.1 (93.4)                | 27.3 (81.1)                | 20.2 (68.4)                | 16.8 (62.2)                | 38.2 (100.8)               |
| متوسط درجة الحرارة الكبرى °م (°ف) | 2.3 (36.1)                 | 2.9 (37.2)                 | 8.3 (46.9)                 | 13.6 (56.5)                | 19.4 (66.9)                | 22.1 (71.8)                | 24.6 (76.3)                | 24.5 (76.1)                | 19.3 (66.7)                | 13.9 (57.0)                | 6.7 (44.1)                 | 3.2 (37.8)                 | 13.4 (56.1)                |
| المتوسط اليومي °م (°ف)            | −1.2 (29.8)                | −0.7 (30.7)                | 4.0 (39.2)                 | 9.8 (49.6)                 | 14.9 (58.8)                | 18.2 (64.8)                | 20.1 (68.2)                | 19.8 (67.6)                | 15.3 (59.5)                | 9.9 (49.8)                 | 4.4 (39.9)                 | 0.2 (32.4)                 | 9.6 (49.3)                 |
| متوسط درجة الحرارة الصغرى °م (°ف) | −4.6 (23.7)                | −4.3 (24.3)                | −0.3 (31.5)                | 6.0 (42.8)                 | 10.3 (50.5)                | 14.3 (57.7)                | 15.5 (59.9)                | 15.1 (59.2)                | 11.3 (52.3)                | 5.9 (42.6)                 | 2.1 (35.8)                 | −2.8 (27.0)                | 5.7 (42.3)                 |
| أدنى درجة حرارة °م (°ف)           | −28.5 (−19.3)              | −27.6 (−17.7)              | −21.3 (−6.3)               | −6.8 (19.8)                | −3.0 (26.6)                | 1.1 (34.0)                 | 4.7 (40.5)                 | 3.0 (37.4)                 | −3.8 (25.2)                | −6.9 (19.6)                | −15.2 (4.6)                | −22.4 (−8.3)               | −28.5 (−19.3)              |
| الهطول مم (إنش)                   | 25 (1.0)                   | 23 (0.9)                   | 30 (1.2)                   | 38 (1.5)                   | 45 (1.8)                   | 62 (2.4)                   | 70 (2.8)                   | 58 (2.3)                   | 35 (1.4)                   | 39 (1.5)                   | 37 (1.5)                   | 30 (1.2)                   | 492 (19.4)                 |
| متوسط أيام هطول الأمطار           | 14                         | 12                         | 11                         | 9                          | 11                         | 12                         | 13                         | 13                         | 9                          | 12                         | 14                         | 12                         | 142                        |
| متوسط الرطوبة النسبية (%)         | 81                         | 82                         | 75                         | 68                         | 63                         | 68                         | 70                         | 72                         | 74                         | 77                         | 80                         | 82                         | 74                         |
| ساعات سطوع الشمس الشهرية          | 56                         | 67                         | 118                        | 179                        | 230                        | 237                        | 236                        | 229                        | 171                        | 122                        | 55                         | 40                         | 1٬740                      |
| [بحاجة لمصدر]                     |                            |                            |                            |                            |                            |                            |                            |                            |                            |                            |                            |                            |                            |